# Husbonde
En husbonde var förr en man som ägde en bebyggd fastighet, till exempel en bondgård eller en verkstad. Husbonden ansågs vara juridisk och politisk representant för familj, tjänstehjon och alla andra (inhysingar) som bodde i huset.
Legostadgan reglerade tjänstehjonens skyldigheter och rättigheter gentemot husbonden.
Ordet "husbonde" har även givit upphov till engelskans ord för make, husband.
Husbonderätt eller husbondevälde var dels den – tämligen obestämda och med ofullkomliga skyddsmedel utrustade – makt inom familjen, särskilt över hustruns person och arbetskraft, som tillkommer mannen ("husfadern"), dels ock i tjänstehjonsförhållandet arbetsgivarens ("husbondens") befogenhet att inom skäliga gränser tillgodogöra sig tjänarens arbetskraft och att, i händelse tjänaren icke inställer sig i tjänsten eller rymmer därifrån, få honom genom myndighets försorg hämtad till tjänsten. Fattigvårdsstyrelsen har också haft en sådan rätt över vissa understödstagare eller deras män, eller föräldrar.